# Magdalena Jaroszewska
Magdalena Jaroszewska – polska matematyk, doktor habilitowana nauk matematycznych. Specjalizuje się w analizie funkcjonalnej, analizie matematycznej oraz edukacji matematycznej i jakości kształcenia. Emerytowana profesor nadzwyczajna na Wydziale Matematyki i Informatyki Uniwersytetu im. Adama Mickiewicza w Poznaniu.

## Życiorys
Studia z matematyki ukończyła na poznańskim UAM, gdzie następnie została zatrudniona i zdobywała kolejne awanse akademickie. Stopień naukowy doktora uzyskała w 1971 na podstawie pracy pt. O pewnych przestrzeniach funkcji całkowalnych z mieszanymi normami, przygotowanej pod kierunkiem prof. Juliana Musielaka. Pracowała jako profesor nadzwyczajna w Zakładzie Teorii Funkcji Rzeczywistych WMiI UAM. W 2013 była kandydatką do nagrody w konkursie „Popularyzator Nauki” w uznaniu prac o wybitnych poznańskich matematykach. Wraz z Julianem Musielakiem napisała podręcznik pt. Analiza matematyczna. T. 2 cz. 3, Miara i całka - zagadnienia szczegółowe (Wydawnictwo Naukowe UAM 2002, ISBN 83-232-1227-9) oraz Miara i całka - teoria ogólna (Wydawnictwo Naukowe UAM 2002, ISBN 83-232-1226-0). Jest też współautorką opracowań dotyczących dorobku naukowego prof. Zdzisława  Krygowskiego: Pionier matematyki poznańskiej. Zdzisław Krygowski (Poznańskie Towarzystwo Przyjaciół Nauk 2011, ISBN 978-83-7654-113-6) oraz Prace wybrane. Zdzisław Krygowski (współredaktorka wraz z W. Gajdą, Wydawnictwo Poznańskiego Towarzystwa Przyjaciół Nauk 2011, ISBN 978-83-7654-109-9).